# Equazione di Bernoulli

Equazione di Bernoulli.

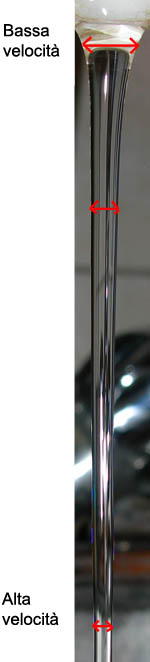
Acqua in caduta

In fluidodinamica, l'equazione di Bernoulli rappresenta un modello semplificato di flusso inviscido di un fluido incomprimibile in regime di moto stazionario. L'equazione di Bernoulli si deriva mediante l'omonimo teorema dall'integrazione dell'equazione di Eulero della quantità di moto lungo una linea di flusso, e descrive il moto di un fluido lungo tale linea.

## Descrizione
L'equazione descrive matematicamente l'effetto Bernoulli per cui in un fluido ideale su cui non viene applicato un lavoro, per ogni incremento della velocità di deriva si ha simultaneamente una diminuzione della pressione o un cambiamento nell'energia potenziale del fluido, non necessariamente gravitazionale. Prende il nome da Daniel Bernoulli, nonostante fosse già noto in precedenza ad altri studiosi, fra cui Eulero.
Il campo più generale di validità del teorema di Bernoulli non è in realtà solo quello di fluido inviscido, ma è sufficiente che sia nulla la risultante delle azioni viscose legate al rotore della vorticità: quindi basta che il fluido sia incomprimibile, irrotazionale (potenziale) e stazionario (derivata parziale temporale della velocità nulla).
In queste ipotesi, le equazioni di Eulero possono essere integrate lungo una linea di flusso, conducendo all'equazione di Bernoulli, nella forma:
{\displaystyle p+q+\phi =\mathrm {costante} }
in cui:
- p rappresenta la pressione idrostatica di tipo statico lungo la linea di flusso.
- {\displaystyle q=\rho {u^{2} \over 2}} è la pressione dinamica del fluido, in cui
- ρ è la densità del fluido.
- u rappresenta la velocità di deriva lungo la linea di flusso
- {\displaystyle \phi } è il potenziale scalare della forza di volume data dal campo esterno applicato al fluido. In generale per questo campo vale la legge di Stevino generalizzata:

{\displaystyle \phi =\rho gz}
in cui:
- g è il campo medio, nelle applicazioni più frequenti diventa l'accelerazione di gravità media (più precisamente, la media integrale sulla quota
- z è la quota potenziale media della sezione.

La costante che si trova ha le dimensioni di una pressione e per questo motivo viene anche chiamata pressione generalizzata o, più comunemente, carico idraulico.
L'equazione di Bernoulli evidenzia anche che se tra due punti qualsiasi del tubo c'è una differenza di pressione, allora ci sarà una conseguente variazione della velocità in quegli stessi punti: se la pressione diminuisce la velocità aumenta e, viceversa, se la pressione aumenta la velocità deve diminuire. Questo fenomeno è chiamato effetto Venturi.

### Spiegazione semplificata
Il teorema di Bernoulli può essere spiegato senza ricorrere al calcolo integrale:
Il lavoro compiuto dalle forze di superficie per spostare il fluido di un tratto {\displaystyle \Delta l} è pari a
{\displaystyle L_{1}=p_{1}(S_{1}\Delta l)=p_{1}V_{1}}
dove {\displaystyle p_{1}} è la pressione agente sulla sezione {\displaystyle S_{1}}, e {\displaystyle V_{1}} corrisponde al volume di fluido che ha attraversato {\displaystyle S_{1}}.
Analogamente sarà necessario un lavoro per spostare il fluido presente in una sezione a valle di {\displaystyle S_{2}}. Tale lavoro sarà:
{\displaystyle L_{2}=-p_{2}V_{2}}
Ne segue che il lavoro totale compiuto dalle forze di superficie è:
{\displaystyle L_{S}=L_{1}+L_{2}=p_{1}V_{1}-p_{2}V_{2}}
Il lavoro compiuto dalle forze di volume per spostare il fluido dall'altezza {\displaystyle h_{1}} all'altezza {\displaystyle h_{2}} corrisponderà alla variazione di energia potenziale gravitazionale:
{\displaystyle L_{V}=mgh_{1}-mgh_{2}}
Per il teorema dell'energia cinetica, la somma di {\displaystyle L_{S}} ed {\displaystyle L_{V}} sarà uguale alla variazione di energia cinetica:
{\displaystyle L_{S}+L_{V}={1 \over 2}mu_{2}^{2}-{1 \over 2}mu_{1}^{2}}
da cui segue che:
{\displaystyle p_{1}V_{1}-p_{2}V_{2}+mgh_{1}-mgh_{2}={1 \over 2}mu_{2}^{2}-{1 \over 2}mu_{1}^{2}}
che equivale a:
{\displaystyle p_{1}V_{1}+mgh_{1}+{1 \over 2}mu_{1}^{2}=p_{2}V_{2}+mgh_{2}+{1 \over 2}mu_{2}^{2}}
Nel caso di un liquido, {\displaystyle V_{1}=V_{2}}, poiché incomprimibile. Dividendo quindi ambo i membri per il volume si ottiene:
{\displaystyle p_{1}+\rho gh_{1}+{1 \over 2}\rho u_{1}^{2}=p_{2}+\rho gh_{2}+{1 \over 2}\rho u_{2}^{2}}
che equivale a dire:
{\displaystyle p+\rho gh+{1 \over 2}\rho u^{2}=\mathrm {costante} }
in cui:
- p è la pressione
- ρ è la densità (costante) del fluido
- u è la velocità di deriva
- g è l'accelerazione di gravità
- h è l'altezza.

## Applicazioni del teorema di Bernoulli

### Legge di Torricelli

Legge di Torricelli

L'applicazione più famosa del teorema di Bernoulli è la deduzione della velocità di fuoriuscita di un fluido da un recipiente in un campo uniforme (per esempio gravitazionale).
Si consideri un recipiente di forma qualsiasi riempito di un fluido, su cui è stato praticato un foro all'altezza {\displaystyle h_{0}=0}. Considerando come {\displaystyle A_{1}} la sezione del recipiente, {\displaystyle h} l'altezza relativa ad {\displaystyle h_{0}} a cui si trova la superficie libera del liquido e {\displaystyle A_{2}} la sezione del foro si ottiene:
{\displaystyle p_{1}+\rho g(h+h_{0})+{1 \over 2}\rho u_{1}^{2}=p_{2}+\rho gh_{0}+{1 \over 2}\rho u_{2}^{2}}
ma {\displaystyle p_{1}=p_{2}} quindi:
{\displaystyle \rho g(h+h_{0})+{1 \over 2}\rho u_{1}^{2}=\rho gh_{0}+{1 \over 2}\rho u_{2}^{2}}
Dal momento che {\displaystyle h_{0}=0}
{\displaystyle \rho gh+{1 \over 2}\rho u_{1}^{2}={1 \over 2}\rho u_{2}^{2}}
Siccome il flusso è costante, {\displaystyle u_{1}} è trascurabile rispetto a {\displaystyle u_{2}} (poiché {\displaystyle A_{1}\gg A_{2}}), per cui:
{\displaystyle \rho gh={1 \over 2}\rho u_{2}^{2}}
da cui segue
{\displaystyle u_{2}^{2}=2gh}
o
{\displaystyle u_{2}={\sqrt {2gh}}}
anche detta legge di Torricelli poiché Torricelli giunse allo stesso risultato nel 1644 prima dei lavori di Bernoulli.

### Altri effetti spiegabili con l'equazione di Bernoulli
Ci sono molti fenomeni della vita di tutti i giorni che sono spiegabili tramite l'equazione di Bernoulli:
- il distacco e la distruzione dei tetti delle costruzioni che vengono colpite da venti molto forti (durante uragani o eventi atmosferici molto violenti):  infatti in questi casi le costruzioni, che sono al loro interno approssimativamente isolate rispetto all'esterno, sono sottoposte ad una grande differenza di pressione causata dalla forte velocità dell'aria esterna, che produce una diminuzione della pressione esterna, mentre la pressione all'interno della casa rimane invariata. La forza esercitata sulla superficie del tetto dalla differenza di pressione (che va dal basso verso l'alto) è capace di scoperchiarlo;

- l'aterosclerosi è una malattia provocata dall'accumulo di materiale lipidico (grasso) nello strato più interno delle arterie. Per l'equazione di Bernoulli (o più semplicemente per l'Equazione di continuità) ad una diminuzione della sezione della cavità dove scorre il liquido (in questo caso sangue) corrisponde un aumento di velocità di deriva di quest'ultimo il quale provoca un abbassamento della pressione interna in quel punto. Di conseguenza la pressione esterna sarà maggiore di quella interna e tenderà a schiacciare l'arteria così da diminuire ulteriormente il flusso di sangue;

- la chiusura di una porta in una stanza attraversata dal vento, anche nel caso in cui il vento soffi nella direzione in cui la porta dovrebbe aprirsi: questo perché la velocità dell'aria causa una depressione che induce il movimento della porta stessa.

- l'ala di un aereo è costruita in modo che l'aria sopra l'ala abbia velocità maggiore rispetto a quella sotto, in modo che la pressione dove scorre più veloce sia minore. Questa differenza di pressione provoca la generazione della cosiddetta portanza, la quale induce il decollo del mezzo. Lo stesso principio, ma in modo inverso, vale per l'alettone delle auto, che invece spinge il mezzo verso il basso conferendogli più aderenza all'asfalto; l'effetto in questo caso è chiamato deportanza.

- lo stesso fenomeno interviene sulle vele nelle andature di bolina.

Nei casi citati è possibile trascurare il termine gravitazionale dell'equazione di Bernoulli, in quanto le linee di flusso a cui si fa riferimento hanno approssimativamente la stessa energia potenziale.